# Département de General Juan Facundo Quiroga
Le département de General Juan Facundo Quiroga est une des 18 subdivisions de la province de La Rioja, en Argentine. Son chef-lieu est la ville de Malanzán.
Sa superficie est de 2 585 km2. Sa population s'élevait à 4 546 habitants en 2001, soit une densité de 1,8 hab./km2.